# هیرویا ماتسوموتو
هیرویا ماتسوموتو (انگلیسی: Hiroya Matsumoto؛ زادهٔ ۲۱ ژوئن ۱۹۸۶) یک هنرپیشه اهل ژاپن است.